# Provincia de Trujillo (Perú)
La Provincia de Trujillo es una de las doce provincias que conforman el departamento de La Libertad en la costa norte del Perú. Está situada en la parte central y occidental del departamento, y limita por el norte con la Provincia de Ascope; por el este con la Provincia de Otuzco; por el sureste con la Provincia de Julcán; por el sur con la Provincia de Virú, y por el oeste con el Océano Pacífico. Y cuenta con una población de 1 118 724, según INEI, al 2020. Y pertenece a la Macrorregión Norte del Perú.

## Historia
Fue creada por el Reglamento Provisional del 12 de noviembre de 1821. Es la primera de las doce provincias que conforman esta región, pues en ella se encuentra la ciudad de Trujillo, capital departamental y la ciudad más importante del norte de Perú.

## Geografía

### Altitud y superficie

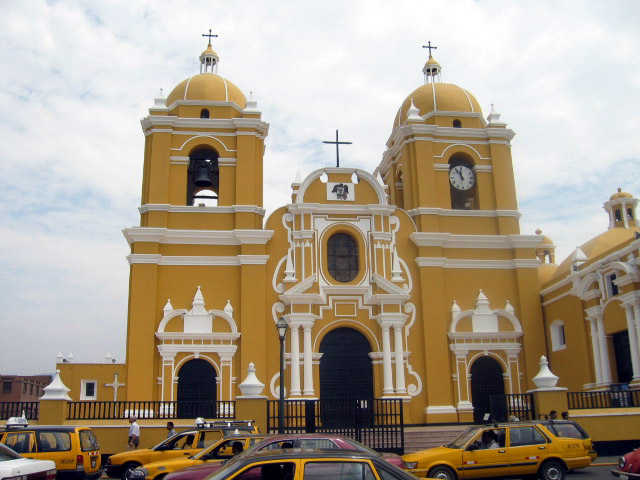
Catedral de Trujillo

La provincia de Trujillo se encuentra a una altitud de 34 m s. n. m. y cuenta con una superficie de 1779 km². 

## Organización administrativa
La Provincia de Trujillo está dividida en doce distritos:
- Distrito de Trujillo
- Distrito de Alto Trujillo
- Distrito de El Porvenir
- Distrito de Florencia de Mora
- Distrito de Huanchaco
- Distrito de La Esperanza
- Distrito de Laredo
- Distrito de Moche
- Distrito de Poroto
- Distrito de Salaverry
- Distrito de Simbal
- Distrito de Víctor Larco Herrera

## Población
Según los resultados del censo de población y vivienda del año 2017, la provincia conglomeraba a una población de 970 016 habitantes. 
En el siguiente cuadro, se presenta la distribución de la población provincial, la cantidad de hogares y viviendas existentes en los once distritos que la conforman.
| UBIGEO                                                           | Distrito             | Hogares | Viviendas | Población |
| ---------------------------------------------------------------- | -------------------- | ------- | --------- | --------- |
| 130101                                                           | Trujillo             | 87 963  | 82 236    | 314 939   |
| 130102                                                           | El Porvenir          | 57 878  | 50 805    | 110 461   |
| 130103                                                           | Florencia De Mora    | 7777    | 8635      | 50 505    |
| 130104                                                           | Huanchaco            | 20 206  | 16 534    | 68 409    |
| 130105                                                           | La Esperanza         | 49 773  | 47 896    | 189 206   |
| 130106                                                           | Laredo               | 12 204  | 9933      | 37 206    |
| 130107                                                           | Moche                | 9776    | 8965      | 37 436    |
| 130108                                                           | Poroto               | 1238    | 975       | 3586      |
| 130109                                                           | Salaverry            | 5599    | 5244      | 18 944    |
| 130110                                                           | Simbal               | 1662    | 1151      | 4061      |
| 130111                                                           | Víctor Larco Herrera | 19 543  | 18 461    | 68 506    |
|                                                                  | TOTAL                | 273 619 | 250 835   | 970 016   |
| Fuente: Censos Nacionales 2017: X de Población y VII de Vivienda |                      |         |           |           |

Y, al año 2020, cuenta con una población de 1 118 724, según INEI.

## Autoridades

### Regionales
2023-2026
- Gobernador regional: César Acuña Peralta
- Vicegobernador regional: Joana Del Rosario Cabrera Pimentel

- Consejeros regionales

1. Trujillo:
  - Víctor Robert De la Cruz Rosas (Trabajo más Trabajo)
  - Verónica Rebeca Escobal Ordoñez (Trabajo más Trabajo)
  - Ever Cadenillas Coronel (Alianza para el Progreso)
  - María Cristina Mendez Visitación (Alianza para el Progreso)
2. Ascope: Samuel Alfonso Leiva López (Alianza para el Progreso)
3. Bolívar: Nancy Rosario Puitiza Gariza (Trabajo más Trabajo)
4. Chepén: Segundo Aurelio Cepeda Uriol (Acción Popular)
5. Gran Chimú: Lucía Lilibeth Simón Terrones (Alianza para el Progreso)
6. Julcán: Tania Lorena Carranza Blas (Trabajo más Trabajo)
7. Otuzco: Irma Madaleyne Ávalos Contreras (Alianza para el Progreso)
8. Pacasmayo: vacante
9. Pataz:
  - Luis Alberto Rodríguez Ponce (Alianza para el Progreso)
  - Frank Junior Solorzano Rojas (Trabajo más Trabajo)
10. Santiago de Chuco: vacante
11. Sánchez Carrión:
  - Gissela Lileth Crisologo Polo (Fortaleza Perú)
  - Indhira Leyla Espir Calderon (Trabajo más Trabajo)
12. Virú: Edy Luz Bertha Camacho Barreto (Trabajo más Trabajo)

### Municipales
2023-2026
- Alcalde: Mario Colberth Reyna Rodríguez, de Somos Perú
- Regidores:

1. Eiby Yassir Guibert Chavez (Somos Perú)
2. Blanca Rosa Díaz Pretell (Somos Perú)
3. Christian Javier Luján Pajares (Somos Perú)
4. José Luis Tam Chavez (Somos Perú)
5. Mayra Lucía Campos Pinedo (Somos Perú)
6. Melvin Cosme Valderrama Burgos (Somos Perú)
7. Susy Plasencia Díaz (Somos Perú)
8. Estefanie Nataly Medina González (Somos Perú)
9. Giancarlo Toribio Castro (Somos Perú)
10. Jorge Jhoel Vásquez Tirado  (Alianza para el Progreso)
11. Sandra Ivonne Trujillo Marreros (Alianza para el Progreso)
12. Andrés Eleuterio Sánchez Esquivel (Alianza para el Progreso)
13. Juan Dolores Namoc Medina (Trabajo más Trabajo)
14. Yahaira Mirella Zegarra Díaz (Trabajo más Trabajo)
15. Luis Miguel Gonzáles Rosell (Renovación Popular)

## Festividades
- Enero: Festival de la Marinera
- Marzo-abril: Semana Santa de Moche (Patrimonio Cultural de la Nación)
- Septiembre: Festival de la Primavera
- Octubre: Señor de los Milagros

## Zonas arqueológicas

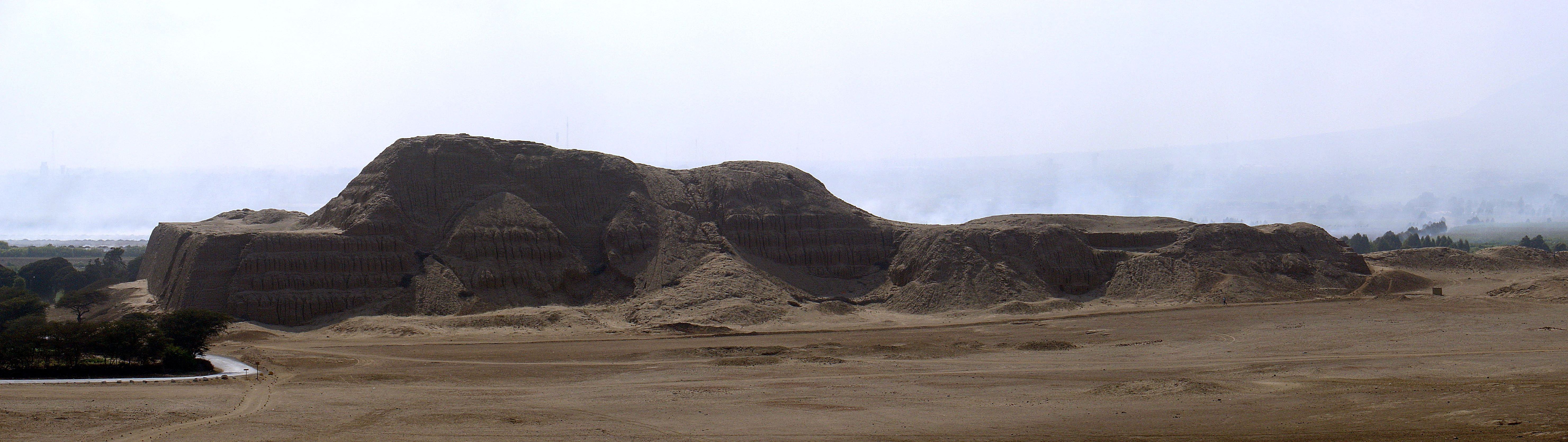
Vista panorámica de la Huaca del Sol, capital política de la cultura mochica, ubicada al sur de Trujillo.

La ciudad y área metropolitana contiene sitios arqueológicos importantes parte del legado cultural de los reinos Chimú y mochica. Las zonas arqueológicas son parte de la Ruta Moche, que se inicia en lo que antiguamente fuera la sede de gobierno de la cultura moche, las Huacas del Sol y de la Luna, aproximadamente a 4 kilómetros al sur del centro histórico de Trujillo, y cubre una serie de lugares que fueron parte de los dominios del reino mochica en su época de apogeo.
- Huaca la Esmeralda: Este sitio arqueológico está asociado a la cultura chimú y fue construido vinculado a Chan Chan.[2] El templo es una construcción que tiene base rectangular de aproximadamente 65 metros de largo por 41 metros de ancho. Está conformado por dos plataformas con rampas centrales. La primera, ubicada a la entrada, corresponde a la última etapa constructiva chimú; su decoración consiste en redes de pescar con peces en su interior. Detrás, la segunda plataforma y la más antigua tiene decoración similar al Palacio Tschudi con diseños de la red y la nutria marina. Las paredes de adobe están decoradas con altorrelieves de motivos zoomorfos y geométricos. Se ubica a tres cuadras de la iglesia de Mansiche, de la urbanización La Esmeralda, en el antiguo fundo agrícola del mismo nombre que ocupaba esta zona a 3 kilómetros del centro de la ciudad. El sitio arqueológico es considerado «Patrimonio Monumental de la Nación».

- Huaca del Dragón: También llamada Huaca del Arco Iris,[2] está ubicada a 4 kilómetros hacia el norte del centro histórico de Trujillo en el distrito La Esperanza, cerca de Chan Chan. Se trata de un monumento religioso, centro ceremonial y administrativo construido en adobe cuyos murales están decorados con frisos en relieve mostrando figuras antropomorfas y representando el arco iris muy estilizado.

- Chan Chan: La ciudad de adobe más grande de América, fue construida por los chimúes; se encuentra a 5 kilómetros al noroeste del centro histórico de Trujillo, cerca a la avenida Mansiche que conduce hacia Huanchaco. La UNESCO declaró a Chan Chan patrimonio de la humanidad en 1986.

- Huacas del sol y de la luna: Son monumentos prehispánicos situados a 5 km al sur del centro histórico de Trujillo, en el distrito de Moche. Este sitio arqueológico representó físicamente la capital de la cultura mochica desde el siglo I a. C. hasta el siglo IX; es junto a su museo uno de los lugares más visitados de la ciudad.

- Huaca de los reyes: Es un complejo arqueológico ubicado en el distrito de Laredo, a unos 14 km al este del centro histórico de Trujillo. Este conjunto monumental fue investigado durante los años setenta por el Proyecto Chan Chan Valle de Moche (M. Moseley y C. Mackey, 1973). Muestra un escenario donde la arquitectura ritualista expone el retrato de hombres y dioses. Huaca de los Reyes, para la sociedad Cupisnique representó el reflejo tangible del mundo ceremonial ritualista -Hanan pacha y Kay pacha- que es la noción de dualidad, de espacio y tiempo histórico social. Es el centro ceremonial más antiguo en el valle de Moche, perteneciente a la cultura cupisnique, según estudios realizados por el arqueólogo Jorge Ruiz Barcellos. Está declarado «Patrimonio Cultural de la Nación».[3][4]

## Museos y salas de exposición

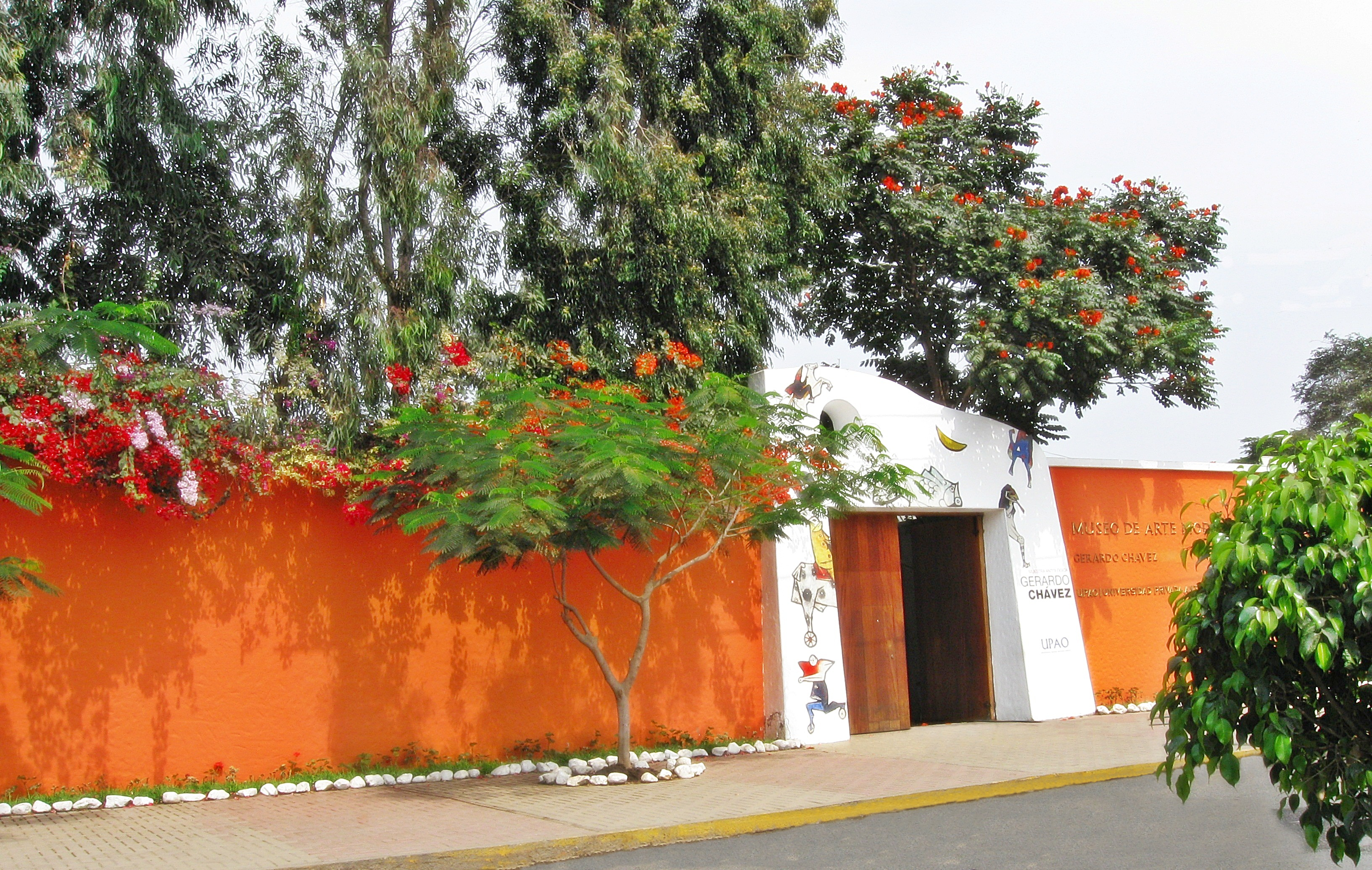
El Museo de Arte Moderno de Trujillo fundado por el artista Gerardo Chávez

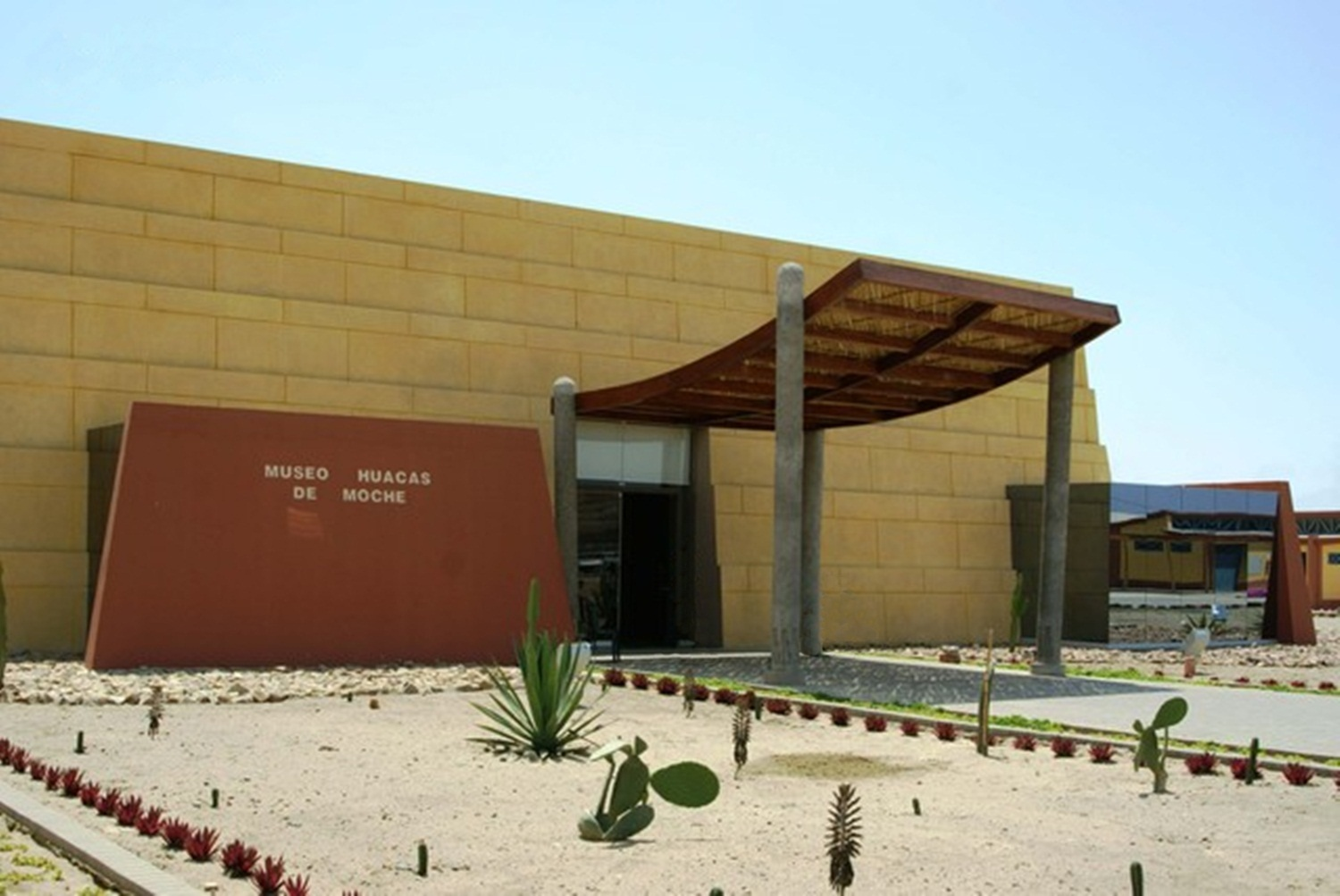
Museo Huacas de Moche, ubicado cerca del complejo arqueológico Huacas del Sol y de la Luna, se exhiben trabajos desarrollados por la cultura mochica.

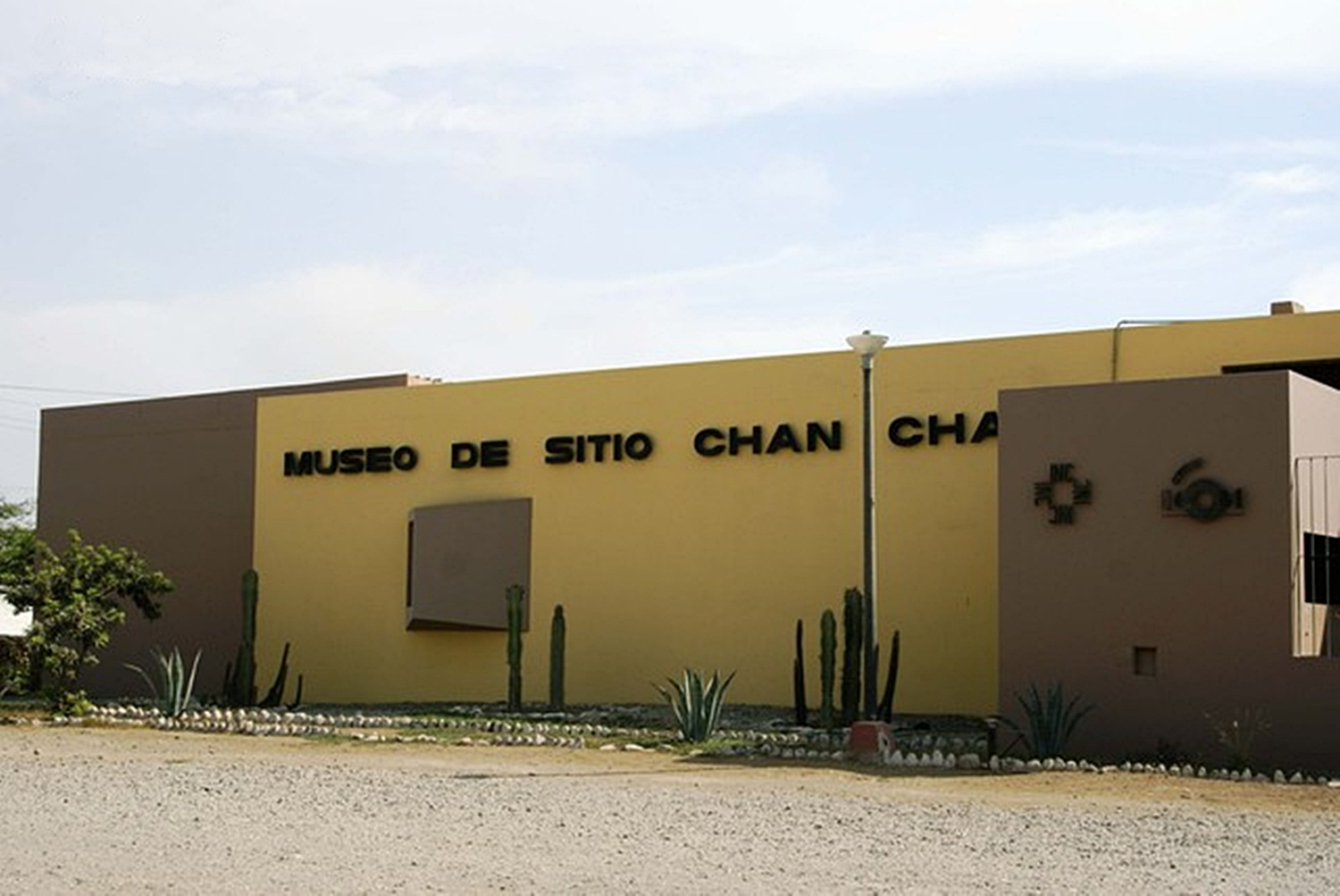
Museo de sitio de Chan Chan, dedicado principalmente a la exhibición de parte del trabajo realizado por la cultura chimú.

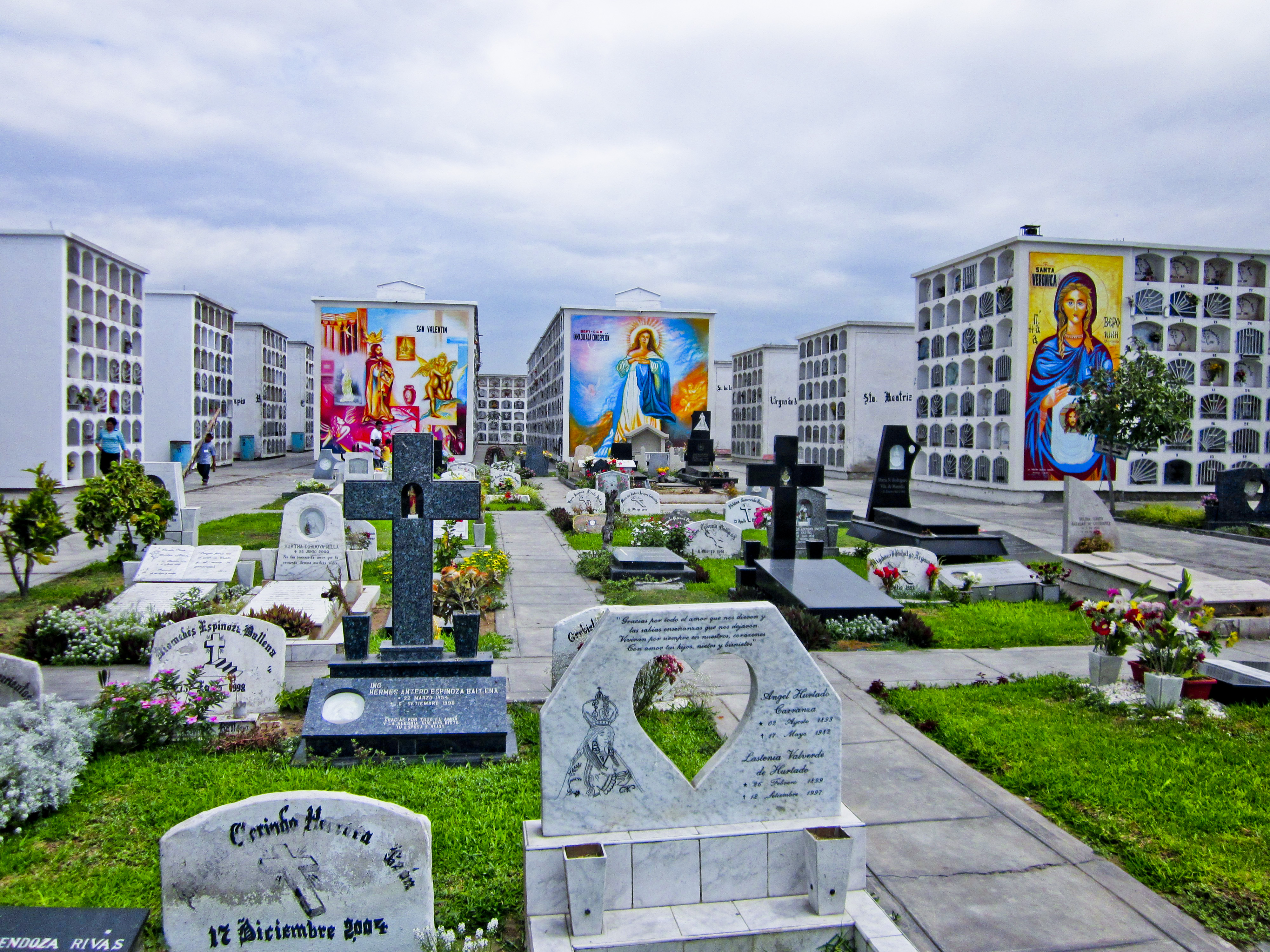
El cementerio General de Miraflores posee las tumbas de personajes históricos como Luis José de Orbegoso y Moncada y Víctor Raúl Haya de la Torre.

- Museo del Juguete: Está ubicado a pocas cuadras de la plaza de armas de la ciudad y tiene junto un café bar; es propiedad del pintor Gerardo Chávez, aquí se puede encontrar juguetes que datan desde mediados del siglo XX.

- Museo de Arte Moderno: Está ubicado en la urbanización semirústica El Bosque. El museo muestra obras de pintores tanto nacionales y extranjeros, así como esculturas. Fue inaugurado el 30 de noviembre del 2006 por el artista Gerardo Chávez, quien contribuyendo con el desarrollo artístico y cultural, puso a disposición del público su amplia y diversa colección de arte moderno.[5]

- Museo Casa de la Emancipación: Ubicado en una esquina del jirón Gamarra con el jirón Pizarro, es un centro cultural tradicional y por excelencia en Trujillo; aquí se presentan exposiciones de arte y se realizan ceremonias especiales en su patio central. Está alojado en una casona bien restaurada y que fuera escenario de la gestación de la Independencia de Trujillo por Torre Tagle en 1820; ahora pertenece al Banco Continental.

- Museo Huacas del Sol de la Luna o Museo Huacas de Moche: Ubicado al pie de la Huaca de la Luna en el distrito de Moche, este museo fue inaugurado el año 2010 y en él se muestran descubrimientos arqueológicos del centro religioso ceremonial mochica.[6][7]

- Museo del Colegio de Arquitectos de La Libertad: Está ubicado en pleno centro histórico, las salas de la sede del colegio exponen obras artísticas de diferentes autores, cada cierto tiempo se cambia la exposición por otra nueva.

- Museo de Zoología: Administrado por la Universidad Nacional de Trujillo, el museo de zoología es uno de los más antiguos de la ciudad; en él se muestra una exhibición taxidérmica de la variada fauna de la costa, sierra y selva.

- Museo de Arqueología, Antropología e Historia: Administrado por la Universidad Nacional de Trujillo, el museo tiene por principal objetivo mostrar a través de siete salas el desarrollo del proceso histórico en la costa norte y particularmente en los valles costeños de la Región La Libertad, desde la llegada de los primeros habitantes, hace unos 12 000 años, hasta el arribo de los colonizadores europeos en 1532. Se ha puesto énfasis en establecer una relación armónica entre la museografía y la arquitectura preexistente de la casa, lo que se traduce en el diseño y distribución de los módulos de exposición, sistemas de iluminación, entre otros aspectos. Desde el año 1939 el museo viene aportando al público en general la muestra de la historia local y nacional, tiene su sede de la casona Risco en el jirón Junín n.º 682.

- Centro Cultural Víctor Raúl Haya de la Torre: Inaugurado el 12 de julio de 2010, en él puede encontrarse cinco salas dedicadas al filósofo y político Haya de la Torre. En estas primeras cinco salas se repasa también la vida cultural de la ciudad de Trujillo centrándose en las principales figuras del Grupo Norte; del “Grupo Trilce”. También puede visitarse otras cinco salas con muestras itinerantes dedicadas al arte, donde se han exhibido obras de diversos artistas entre ellos del pintor Gerardo Chávez.[8]

- Museo de Sitio de Chan Chan: El museo se encuentra al pie de las ruinas de Chan Chan; dentro se muestran los hallazgos importantes encontrados en la ciudad chimú así como los estudios sobre su división política y religiosa.

- Museo Catedralicio: Administrado por el Arzobispado metropolitano de Trujillo, el museo muestra toda la historia religiosa de la ciudad desde la colonia hasta la actualidad.

- Museo de Historia Casinelli: Ubicado en la avenida Nicolás de Piérola, el museo presenta muestras de diversas culturas de la región como la cultura mochica y la cultura chimú. Se centra en su arte, cerámica y ceremonias religiosas, también cuenta con momias que son exhibidas en el museo.

- Museo del BCR: Administrado por el Banco Central de Reserva del Perú, ubicado en la casona Urquiaga, exhibe una colección única de monedas desde los inicios de Perú hasta la actualidad. Asimismo mantiene mobiliario y menaje propio de la época colonial y republicana ya que desde esta casona Simón Bolívar dirigió el gobierno del país.

- Cementerio General de Miraflores: Este camposanto fue inaugurado en diciembre de 1831, se ubica en la intersección de las avenidas Túpac Amaru y Miraflores; posee los mausoleos de personajes notables como José Cabero y Muñoz, primer alcalde del Perú liberto y republicano,[9] del sacerdote Pedro José Soto y Velarde, quien además de convertirse en el primer vicerrector y fundador de la universidad Nacional de Trujillo, fue el encargado de recibir al libertador Simón Bolívar cuando visitó la ciudad de Huamachuco. Hipólito de Bracamonte, caballero dueño de las haciendas Chiclín y Sausal, además de ser poseedor de hasta dos títulos nobiliarios, pasó a la historia por convertirse en el precursor de las ideas independentistas, disponiendo que a su muerte fueran declarados libres todos los esclavos que le prestaban servicio, antecediendo en la causa a Ramón Castilla y hasta al mismo Abraham Lincoln. Asimismo posee las tumbas de Luis José de Orbegoso y Moncada y Víctor Raúl Haya de la Torre.[10]

## Playas
- Huanchaco: Balneario ubicado a 13 km de Trujillo. En Huanchaco los visitantes podrán disfrutar de los paseos en caballitos de totora, sus deliciosos potajes y su artesanía. También podrán conocer la iglesia colonial de la Virgen del Perpetuo Socorro ubicada en la parte alta y observar desde el mirador la ciudad.
- Huanchaquito
- Buenos Aires
- Las Delicias
- El Charco
- Salaverry

## Medios de comunicación

### Prensa escrita
Diarios: La Industria, Correo, Satélite y Nuevo Norte

### Televisión
| Nombre                  | Canal | Contenidos                  | Tipo            |
| Panamericana Televisión | 2     | Entretenimiento             | Nacional, local |
| Red TV                  | 4     | Entretenimiento             | Nacional        |
| América Televisión      | 6     | Entretenimiento             | Nacional, local |
| ATV                     | 8     | Entretenimiento             | Nacional        |
| Frecuencia Latina       | 10    | Entretenimiento             | Nacional        |
| TV Perú                 | 12    | Entretenimiento, noticias   | Nacional        |
| UCV Satelital           | 15    | Entretenimiento, noticias   | Local           |
| La Tele Perú            | 19    | Entretenimiento, noticias   | Nacional        |
| Sol TV Televisión       | 21    | Entretenimiento, noticias   | Local           |
| Enlace TBN              | 25    | Religioso, cristiano        | Internacional   |
| TV Mundo                | 27    | Entretenimiento, periodismo | Local           |
| BETHEL TV               | 33    | Religioso, cristiano        | Internacional   |
| Antena TV               | 35    | Entretenimiento, noticias   | Local           |
| UPAO TV                 | 39    | Entretenimiento, noticias   | Local           |
| Ozono TV                | 41    | Entretenimiento, noticias   | Local           |
| Exitosa Televisión      | 43    | Entretenimiento, noticias   | Local           |
| CTV Televisión          | 45    | Entretenimiento, noticias   | Local           |
| Maranatha Televisión    | 51    | Entretenimiento, noticias   | Local           |
| Teleser Televisión      | 53    | Entretenimiento, noticias   | Local           |
| Frecuencia TV           | 55    | Entretenimiento             | Local           |

### Radio
Dentro de esta lista, se menciona una gran cantidad de sistemas radiales de transmisión nacional y local.
En FM:
| Frecuencia | Nombre                | Indicativo | Estéreo | RDS              | Propietario                  | Punto de transmisión y potencia |
| ---------- | --------------------- | ---------- | ------- | ---------------- | ---------------------------- | ------------------------------- |
| 88.5 FM    | Onda Cero             | OCZ-4M     | Sí      | No               | Grupo Panamericana de Radios | 10Kw                            |
| 89.1 FM    | Moda                  | OCZ-4V     | Sí      | Sí: MODA         | CRP Radios                   | 10Kw                            |
| 90.3 FM    | Felicidad             | OCZ-4B     | Sí      | Sí: FELICIDA     | Grupo RPP                    | 10Kw                            |
| 90.9 FM    | RPP                   | OCZ-4J     | Sí      | No               | Grupo RPP                    | 20Kw                            |
| 91.5 FM    | La Inolvidable        | OCZ-4N     | Sí      | Sí: INOLVI       | CRP Radios                   | 10Kw                            |
| 92.1 FM    | Stereo Diplomat Radio | OCZ-4A     | Sí      | No               |                              | 5Kw                             |
| 92.7 FM    | Karibeña              | OBT-4C     | Sí      | Sí: KARIBENA     | Corporación Universal        | 10Kw                            |
| 93.5 FM    | La Kalle              | OCR-4M     | Sí      | Sí: LA KALLE     | Corporación Universal        | 5Kw                             |
| 94.1 FM    | Radio María           | OCZ-4T     | No      | No               |                              | 5Kw                             |
| 95.3 FM    | Ritmo Romántica       | OCR-4N     | Sí      | No: RITMO        | CRP Radios                   | 10Kw                            |
| 96.1 FM    | Bethel                | OBR-4W     | Sí      | No               | Asociación Cultural Bethel   | 5Kw                             |
| 96.9 FM    | Nuevo Tiempo          | OCZ-4R     | Sí      | Sí: NUEVO/TIEMPO |                              | 5Kw                             |
| 97.5 FM    | Studio 92             | OBZ-4C     | Sí      | Sí: STUDIO92     | Grupo RPP                    | 10Kw                            |
| 98.3 FM    | Oxígeno               | OAZ-4A     | Sí      | Sí: OXÍGENO      | Grupo RPP                    | 10Kw                            |
| 99.9 FM    | Megamix               | OBZ-4D     | Sí      | Sí: MEGAMIX      | Grupo RPP                    | 10Kw                            |
| 101.1 FM   | Panamericana          | OCR-4V     | Sí      | No               | Grupo Panamericana de Radios | 10Kw                            |
| 101.9 FM   | Frecuencia 100        | OBZ-4F     | Sí      | No               | Frecuencia 100 Radio         | 10Kw                            |
| 102.7 FM   | Estrella              | OCZ-4D     | Sí      | Sí: ESTRELLA     | Estrella Radios              | 10Kw                            |
| 103.3 FM   | Exitosa               | OCZ-4H     | Sí      | Sí: EXITOSA      | Corporación Universal        | 10Kw                            |
| 104.1 FM   | Maravillosa           | OCZ-4G     | Sí      | No               | FM Maravillosa Radio         | 5Kw                             |
| 105.1 FM   | Nova                  | OCZ-4I     | Sí      | Sí: NOVA         |                              | 10Kw                            |
| 105.7 FM   | FM Integridad         | OCZ-4P     | Sí      | Sí: INTEGRID     |                              | 10Kw                            |
| 106.5 FM   | Nueva Q               | OCZ-4L     | Sí      | Sí: NUEVA Q      | CRP Radios                   | 10Kw                            |
| 107.5 FM   | La Zona               | OCZ-4L     | Sí      | Sí: LA ZONA      | Grupo RPP                    | 10Kw                            |

## Transporte

### Transporte interno
El Terrapuerto Trujillo es el principal terminal terrestre de la provincia de Trujillo. Se ubica en la entrada sur de la ciudad. Fue construido en el 2012-2013 por la Municipalidad Provincial de Trujillo en un terreno de 100 000 m² y una área construida de 60 000 m². Cuenta con 42 boleterías para agencias de transporte; 32 andenes de embarque, 13 de desembarque, 3 zonas de retén de buses en espera para las horas punta, 200 estacionamientos para vehículos particulares, 2 salas de embarque, 1 sala de embarque vip, 1 sala de desembarque, estacionamiento, tiendas de comercio, Wi-fi, baños, duchas, zona de carga de celulares, cable TV, sala de espera, juegos para niños, cajeros automáticos y accesibilidad para personas con discapacidad.

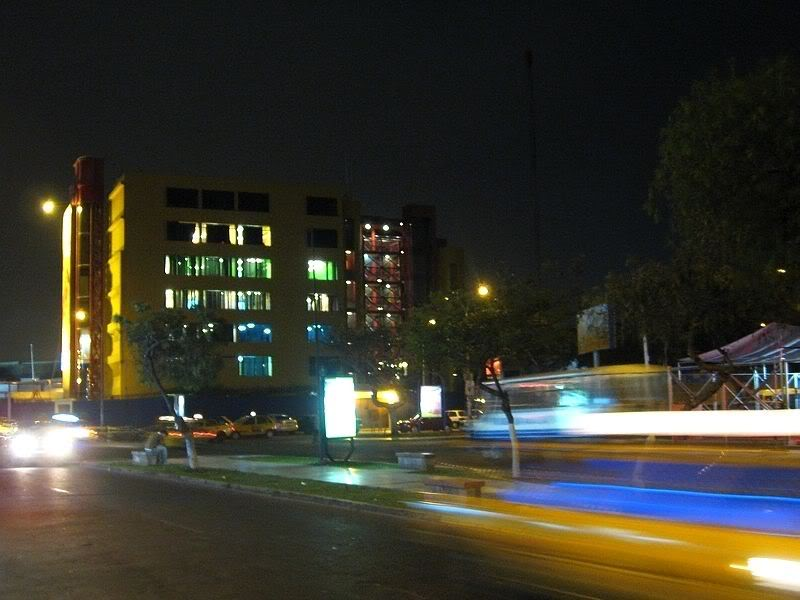
Vista nocturna de la avenida Húsares de Junín

Las comunicaciones del sistema vial y de transporte de Trujillo opera de modo interconectado en tres niveles: El nacional, el regional y el local o metropolitano, y mantiene la operación de la ciudad de manera simultánea: como un núcleo de importancia de la red nacional de ciudades, como capital regional y como área metropolitana integrada. La red vial de Trujillo está jerarquizada y comprende tres niveles:
Vías nacionales
La Panamericana norte y la vía de Evitamiento. Se prevé además el trazo de la futura autopista costanera, que garantice el flujo directo sin interrupción.
Vías regionales
La carretera Salaverry-Juanjuí, la Salaverry-Santiago de Cao; la carretera asfaltada Trujillo-Chicama-Cascas; la carretera en construcción Trujillo-Virú-Santiago de Chuco y la carretera Trujillo-Otuzco-Huamachuco-Pataz.
Vías locales y metropolitanas
Desde el punto de vista local, la ciudad posee una configuración interna radio céntrica, con un sistema de anillos viales a partir del centro histórico, constituidos principalmente por la avenida España y la avenida América y parcialmente por la vía de evitamiento de la ciudad. Entre las principales vías locales, destacan la avenida Larco, la avenida España, la avenida América y la vía de Evitamiento.

## Trujillanos destacados
Ir a la categoría Trujillanos.